# پروژه جنگنده تهاجمی مشترک

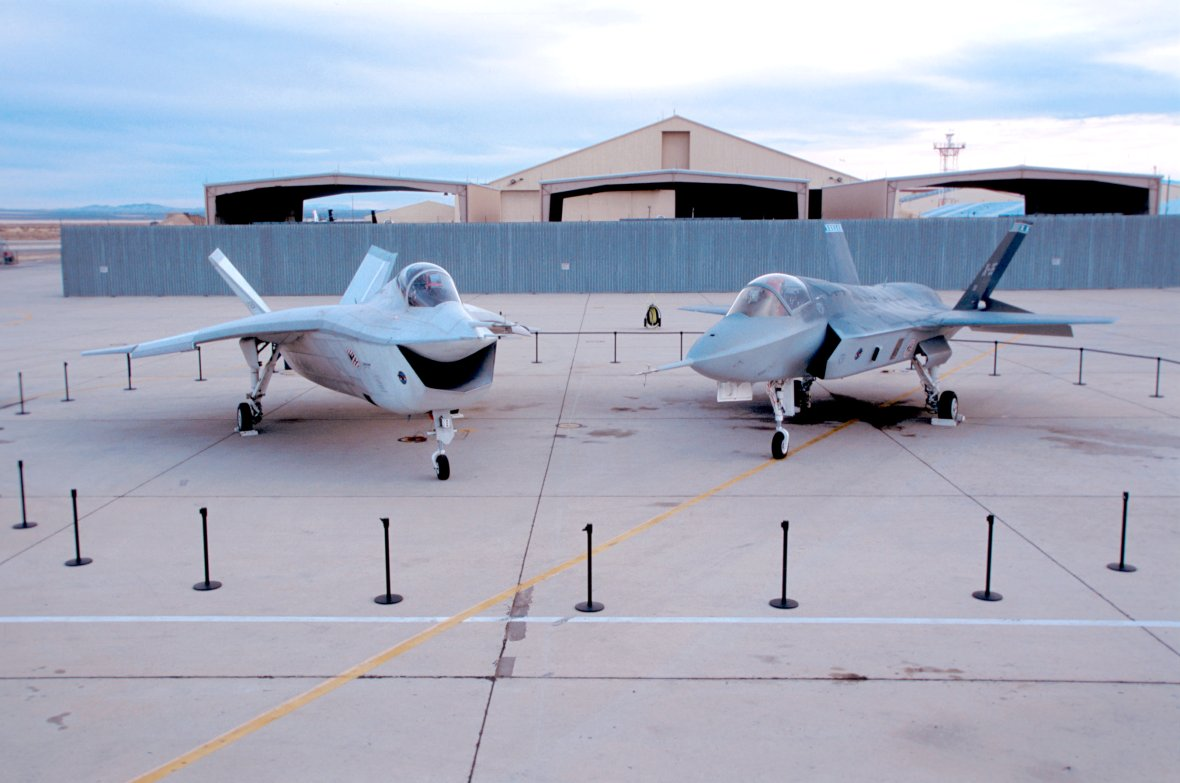
بوئینگ X-32، سمت چپ، و لاکهید X-35 برای قرارداد وزارت دفاع برای تولید جنگنده تهاجمی مشترک (JSF) در سال ۱۹۹۷ رقابت کردند.

پروژه جنگنده تهاجمی مشترک (به انگلیسی: Joint Strike Fighter) یک پروژه توسعه و اکتساب برای جایگزینی طیف گسترده‌ای از هواگردهای جنگنده، هواگردهای تهاجمی و هواگردهای تهاجم زمینی موجود است که برای ایالات متحده، بریتانیا، ایتالیا، کانادا، استرالیا، هلند، دانمارک، نروژ، و قبلاً ترکیه طراحی شده‌است. پس از رقابت بین Boeing X-32 و Lockheed Martin X-35، طرح نهایی بر اساس X-35 انتخاب شد. بر اساس این پروژه قرار است جنگنده لاکهید مارتین اف-۳۵ لایتنینگ ۲ جایگزین هواپیماهای آمریکایی تاکتیکی مختلفی از جمله اف-۱۶ فایتینگ فالکن، ای-۱۰ تاندربولت ۲، اف/ای-۱۸ هورنت، اِی‌وی-۸بی هریر ۲، ئی‌اِی-۶بی پراولر و هواگردهای بریتانیایی هاریر GR7 و GR9 و تورنادو GR4 خواهد شد. متوسط هزینه پیش‌بینی شده سالانه این برنامه ۱۲٫۵ میلیارد دلار و هزینه چرخه عمر برنامه ۱٫۱ تریلیون دلار است.